# Science & Faith
Science & Faith – drugi album irlandzkiego zespołu The Script wydany w 2010 roku. Album zadebiutował na pierwszym miejscu najlepiej sprzedających się albumów w Irlandii i Wielkiej Brytanii rozchodząc się w pierwszym tygodniu w nakładzie 70,816 kopii.

## Lista utworów
1. You Won’t Feel A Thing
2. For The First Time
3. Nothing
4. Science & Faith
5. If You Ever Come Back
6. Long Gone And Moved On
7. Dead Man Walking
8. This=love
9. Walk Away
10. Exit Wounds

## Notowania
| Lista                    | Najwyższa pozycja |
| ------------------------ | ----------------- |
| Australian Albums Chart  | 3                 |
| Austrian Albums Chart    | 70                |
| Danish Albums Chart      | 23                |
| European Top 100 Albums  | 5                 |
| German Albums Chart      | 40                |
| Irish Albums Chart       | 1                 |
| New Zealand Albums Chart | 15                |
| Scottish Albums Chart    | 1                 |
| Swiss Albums Chart       | 15                |
| UK Albums Chart          | 1                 |

## Historia wydania
| Lista           | Data wydania     |
| --------------- | ---------------- |
| Irlandia        | 10 września 2010 |
| Austria         | 10 września 2010 |
| Skandynawia     | 10 września 2010 |
| Australia       | 10 września 2010 |
| Wielka Brytania | 13 września 2010 |
| Europa Środkowa | 14 września 2010 |